# Visnadello
Visnadello (Visnadèl in veneto) è una frazione del comune italiano di Spresiano, in provincia di Treviso.

## Storia
Detta anticamente Campo Rusio, forse riferimento ai barbari Rugi, il toponimo attuale deriverebbe dalla nobile famiglia Vicinatelli o, più probabilmente, dalla vicinia (in latino vicinatus e in veneto visnà), cioè l'assemblea dei capifamiglia del villaggio.
Come gli altri paesi posti lungo il fronte del Piave, anche Visnadello fu colpita dalle devastazioni della prima guerra mondiale.

## Monumenti e luoghi d'interesse

### Chiesa parrocchiale
La chiesa parrocchiale, intitolata ai Santi Filippo e Giacomo, fu danneggiata durante la grande guerra, ma nel 1921 venne radicalmente restaurata e ampliata su progetto dell'architetto Domenico Rupolo. La facciata, in origine rivolta a oriente, venne spostata verso la Pontebbana e all'originale stile neoclassico si sostituì il neoromanico. All'interno, decorazioni di Mario Botter, mosaici di Mario De Tuoni e vetrate di Lino Dinetto.
Dell'edificio originale, è andata perduta la pala dei Santi Titolari attribuita a Palma il Giovane. Resta il simulacro marmoreo di Sant'Antonio da Padova, opera barocca proveniente dall'oratorio di villa Gritti e il campanile settecentesco progettato da Francesco Zambon.

### Villa Gritti, Sartori
La famiglia Gritti è documentata a Visnadello a partire dal 1644, quando Andrea Gritti, discendente dall'omonimo doge, acquista nella zona alcuni appezzamenti. Appartenenti al ramo di San Marcuola, col tempo ampliarono notevolmente la propria influenza sul territorio, acquisendo poteri in materia giudiziaria e civile analoghi a quelli che avevano i Collalto nella vicina Susegana.
La villa fu abitata dalla famiglia a partire dal 1672. In origine dimora cinquecentesca dei Marcello, le antiche raffigurazioni dimostrano che assunse l'aspetto attuale progressivamente, con il succedersi di ampliamenti e rifacimenti.
Attualmente, il complesso risulta notevolmente ridotto. Il perimetro del parco è stato modificato dalla recente espansione urbana, mentre degli edifici resta solo la casa padronale e, adiacenti, un piccolo corpo di fabbrica e un altro volume, ampliamento delle cucine. Presenta due piani completi più sottotetto e, al centro, sopra la cornice a gronda dentellata, un volume timpanato. La facciata principale si sviluppa più in larghezza che in altezza (diversamente dalle raffigurazioni d'epoca) e appare tripartita simmetricamente, con tre aperture ravvicinate nella parte centrale e due più distanziate per ogni lato (motivo ripetuto per tutti e tre piani). La parte centrale spicca per il balcone in pietra, su cui si affacciano le tre monofore del salone centrale.
Gli interni presentano travature alla sansovina in parte dipinte. Dal salone d'ingresso si accede al piano superiore attraverso uno scalone con balaustra in pietra d'Istria.

### Villa Torresini
In origine residenza degli amministratori dei beni dei Gritti, nel Ottocento, se non più di recente, è stata notevolmente rimaneggiata, con l'aggiunta di elementi che ne hanno appesantito l'aspetto. Le raffigurazioni settecentesche la presentano più stretta e priva del frontone centrale.
I due piani e il sottotetto sono divisi da cornici marcapiano e sono sovrastati dal tetto a padiglione. L'ingresso si trova al primo piano ed è accessibile grazie a una scala addossata sulla parete di sinistra. L'entrata è nascosta da un avancorpo recente, in netto contrasto con le linee dell'edificio.